# Konstantinos Karamanlis

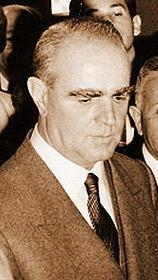
Konstantinos Karamanlis

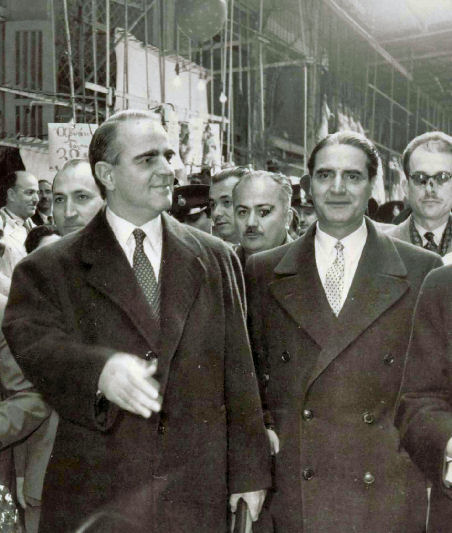
Karamanlis (links) beim Besuch der Athener Markthalle (Agora). Rechts: Stefanos Natsinas.

Konstantinos Karamanlis (griechisch Κωνσταντίνος Καραμανλής, * 8. März 1907 in Küpköy, heute Proti; † 23. April 1998 in Athen) war ein griechischer Jurist und Politiker.

## Jugend und Karrierebeginn
Konstantin Karamanlis wurde in einem kleinen Dorf im Osten von Makedonien geboren. Von 1913 bis 1924 besuchte er die Schule, von 1925 bis 1929 studierte er in Athen Rechtswissenschaften. 1932 begann er nach dem Militärdienst seine Laufbahn als Anwalt. Nach der Parlamentswahl 1935 zog er erstmals als Abgeordneter der Volkspartei für den Wahlkreis Serres in das Parlament ein. 1936 weigerte er sich nach seiner Wiederwahl in das Parlament, mit dem Metaxas-Regime zu kooperieren. Er praktizierte wieder als Anwalt und lebte von 1941 bis 1944 in Athen (das zu dieser Zeit von der Wehrmacht besetzt war). Nach einer kurzen Flucht in den Nahen Osten kehrte Karamanlis wieder nach Athen zurück. Im März 1946 wurde er erneut in das Parlament gewählt.
Karamanlis war von November 1946 bis Februar 1947 unter den Ministerpräsidenten Konstantinos Tsaldaris und Dimitrios Maximos Arbeitsminister, von Mai bis Oktober 1948 unter Themistoklis Sofoulis Verkehrsminister, von November 1948 bis Januar 1950 unter Themistoklis Sofoulis und Alexandros Diomidis Sozialminister. Nach der Wiederwahl in das Parlament im März 1950 war er von September bis November 1950 Verteidigungsminister unter Premierminister Sophoklis Venizelos. Als Oppositionspolitiker suchte er nach einem Weg mit einer neuen Partei im Land Stabilität herzustellen. Von November 1952 bis Oktober 1955 war er Minister für Öffentliche Arbeit.
Kostas Karamanlis, griechischer Ministerpräsident von 2004 bis 2009, ist sein Neffe.

## Premierminister 1955–1963
Nach dem Tod des Premierministers Alexandros Papagos am 5. Oktober 1955 wurde Karamanlis von König Paul I. mit der Bildung einer neuen Regierung beauftragt. 1955 gründete er die konservative Partei ERE. Diese erhielt bei den Wahlen am 19. Februar 1956, am 11. Mai 1958 und am 29. Oktober 1961 jeweils eine absolute Mehrheit der Mandate.
Karamanlis trieb in dieser Zeit den Ausbau der griechischen Infrastruktur voran und erreichte im Juni 1961 den Abschluss eines Assoziierungsabkommens mit der Europäischen Wirtschaftsgemeinschaft. Die Wirtschaft erholte sich schnell und das nationale Einkommen wuchs durchschnittlich um 6,25 % pro Jahr. In seine Amtszeit als Ministerpräsident fiel auch die Ermordung des pazifistisch ausgerichteten Parlamentsabgeordneten Grigoris Lambrakis am 27. Mai 1963. Deren Aufklärung zeigte Verstrickungen von Polizei und Justiz mit rechtsgerichteten, royalistischen Kreisen auf.
Nach Differenzen mit König Paul in Bezug auf den Einfluss auf das Militär trat Karamanlis am 17. Juni 1963 zurück.
Bei der Parlamentswahl am 3. November 1963 erhielt seine Partei ERE nur noch 39,37 % der Stimmen (nach 50,81 % bei der Wahl am 29. Oktober 1961) und 138 der 300 Mandate. Karamanlis ging ins Exil nach Paris.

## Premierminister 1974–1980
Im Zuge der Zypern-Krise des Jahres 1974 brach die Militärherrschaft zusammen. Unter dem Druck der westlichen Staatengemeinschaft rief Präsident Gizikis Karamanlis aus dem Pariser Exil zurück, in das er nach der Wahlniederlage 1964 gegangen war. Karamanlis wurde mit einem Flugzeug des französischen Staatspräsidenten Valéry Giscard d’Estaing eingeflogen, von einer jubelnden Bevölkerung begrüßt und noch in der Nacht zum 24. Juli 1974 als Premierminister vereidigt. Er bildete eine Regierung der nationalen Einheit. Im Herbst 1974 gründete er die liberal-konservative Nea Dimokratia. Karamanlis und seine Regierung sorgten innerhalb eines Jahres für freie Wahlen, eine neue Verfassung und die Verhaftung der Junta-Offiziere.
Karamanlis blieb auch nach den Wahlen 1974 und 1977 Premierminister.
In seiner Amtszeit von 1974 bis 1980 gelang Karamanlis der Übergang von der Militärdiktatur zur Demokratie, die „politische Wende“ (griechisch μεταπολίτευση metapolitefsi), was ihm große internationale Anerkennung einbrachte. Das Verbot der Kommunistischen Partei ließ er nach etwa 30 Jahren aufheben. Noch 1974 ließ er eine Volksabstimmung zur Abschaffung der Monarchie durchführen, die die in der Militärdiktatur ausgerufene Republik bestätigte. Es kam wieder zu einer wirtschaftlichen Prosperität in seiner Amtszeit, aber auch zu einer außenpolitischen Öffnung hin zu den arabischen und osteuropäischen Ländern. Als die NATO der türkischen Invasion Zyperns im Sommer 1974 tatenlos zusah, zog sich Griechenland unter Karamanlis aus Protest für mehrere Jahre aus der NATO zurück. 1979 beschloss die Europäische Wirtschaftsgemeinschaft die Aufnahme Griechenlands für das Jahr 1981, was auf der Europapolitik Karamanlis’ fußte. 1980 trat Karamanlis als Premierminister und Parteichef zurück.

## Staatspräsident 1980–1985 und 1990–1995
1980 wurde Karamanlis zum Staatspräsidenten gewählt. Die erste Amtszeit beendete er durch seinen Rücktritt noch vor dem regulären Termin, nachdem Ministerpräsident Andreas Papandreou ihm die Unterstützung der PASOK für eine Wiederwahl versagte. 1985 zog er sich zunächst aus der Politik zurück, kandidierte aber auf Druck der Öffentlichkeit 1990 erneut als Staatspräsident und wurde mit Unterstützung der Nea Dimokratia gewählt. Seine zweite Amtszeit endete 1995.

## Preise und Auszeichnungen (Auswahl)
- Am 17. April 1961 erhielt er den Bayerischen Verdienstorden und 1956 das Bundesverdienstkreuz.
- 1978 erhielt Karamanlis den Karlspreis der Stadt Aachen.
- 1981 wurde Konstantinos Karamanlis zusammen mit Bruno Kreisky von einem Gremium aus Politikern, Künstlern und Wissenschaftlern in Paris zum Politiker des Jahres 1980 gewählt.
- 1986 erhielt er gemeinsam mit Konstantinos Mitsotakis die Robert-Schuman-Medaille und auch den Onassis-Preis.